# Trolejbusy w Târgoviște
Trolejbusy w Târgoviște − zlikwidowany system komunikacji trolejbusowej w rumuńskim mieście Târgoviște.

## Historia
Trolejbusy w Târgoviște uruchomiono 4 stycznia 1995. Sieć trolejbusowa liczyła 10 km długości i kursowały po niej 2 linie trolejbusowe oznaczone numerami 3 i 5. System zamknięto 1 września 2005.

## Tabor
Do obsługi sieci eksploatowano trolejbusy typu DAC-217E i ROCAR E212.